# Großer Preis von Monaco 1962
Der Große Preis von Monaco 1962 (offiziell XX Grand Prix de Monaco) fand am 3. Juni auf dem Circuit de Monaco in Monte Carlo statt und war das zweite Rennen der Automobil-Weltmeisterschaft 1962.

## Berichte

### Hintergrund

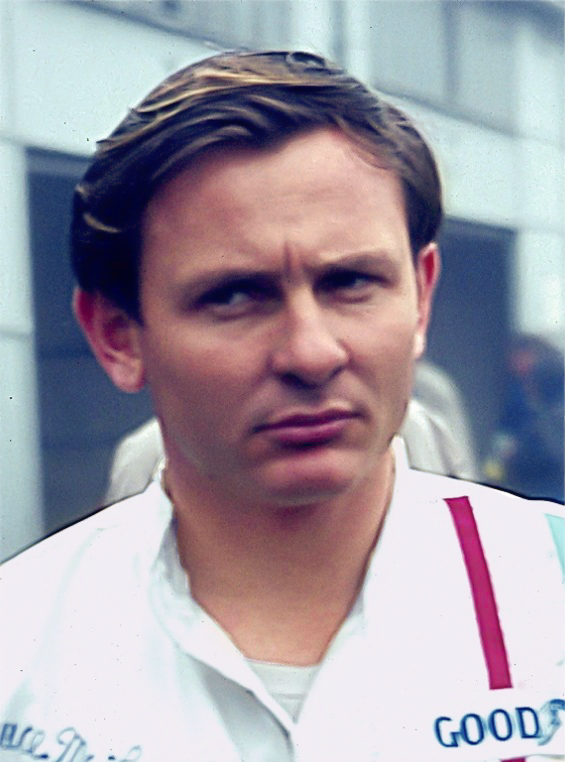
Sieger Bruce McLaren

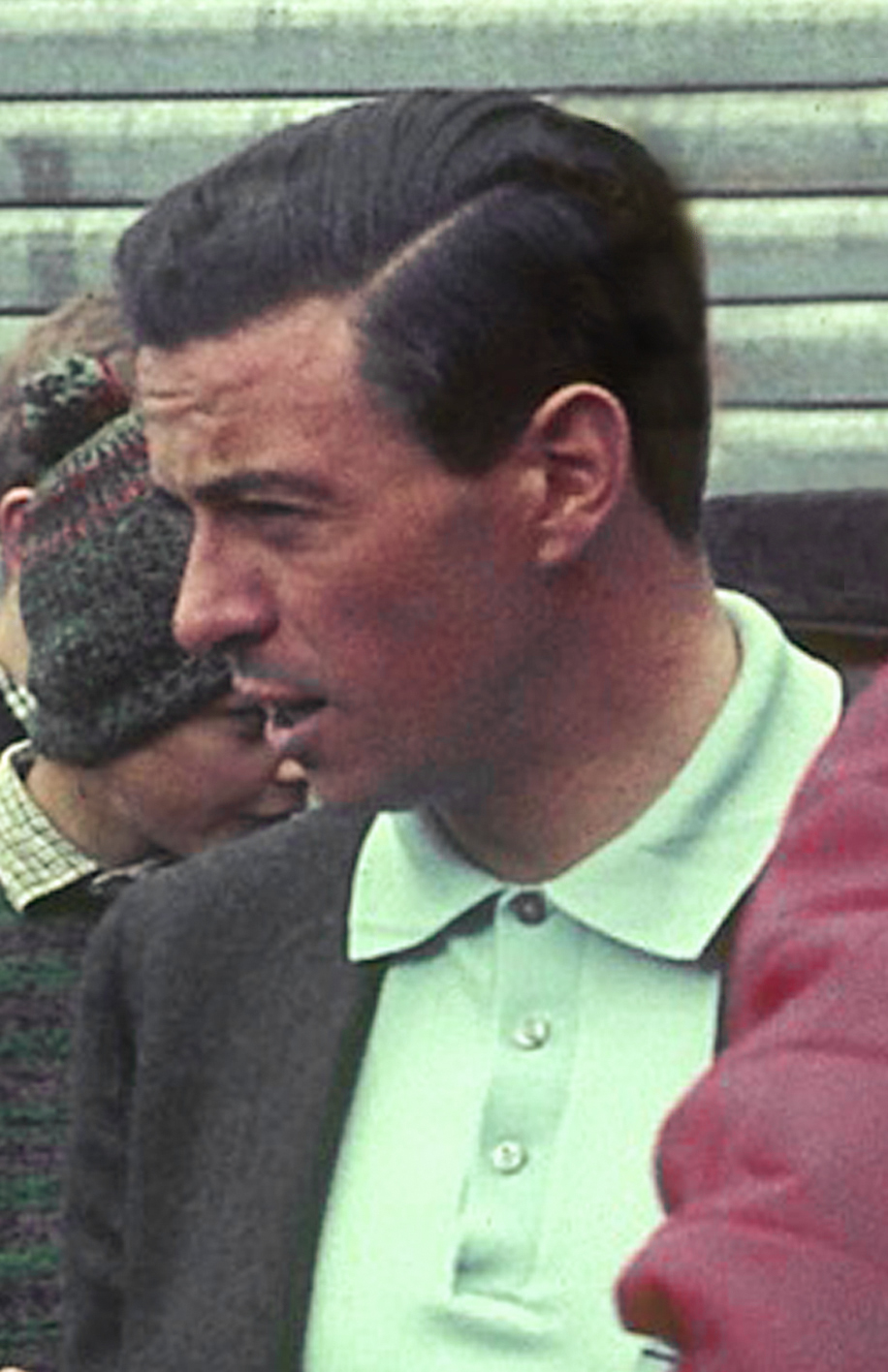
Erste Pole-Position für Jim Clark

Ferrari erhöhte die Anzahl seiner Wagen auf vier und änderte dabei die Fahrerbesetzung. Phil Hill und Ricardo Rodríguez fuhren wie schon beim Saisonauftakt, dem Großen Preis der Niederlande, fürs Team, Giancarlo Baghetti pausierte für ein Rennen. Außerdem verpflichtete Ferrari Willy Mairesse und Lorenzo Bandini für den Großen Preis von Monaco. Die anderen Werksteams änderten ihre Fahrerpaarungen nicht, setzten aber erneut unterschiedliche Wagen für die Fahrer ein. Dan Gurney fuhr bei Porsche den neuen Porsche 804, Jo Bonnier den älteren Porsche 718. Bei B.R.M. fuhr Graham Hill den neuen BRM P57, für Richie Ginther war der neue Wagen zwar gemeldet, er setzte im Training und im Rennen jedoch den alten BRM P47/57 ein. Auch Cooper behielt die Aufteilung der neuen und alten Fahrzeuge bei, Bruce McLaren erhielt den Cooper T60, Tony Maggs den Cooper T55. Auch bei Lotus meldete das Team erneut vier Wagen, von denen die gleichen wie beim Großen Preis der Niederlande verwendet wurden mit dem Unterschied, dass ein Wagen einen B.R.M. Motor verwendete.
Bei den Teams mit privaten Fahrzeugen fuhr die Ecurie Maarsbergen den Rest der Saison mit seinem Stammfahrer Carel Godin de Beaufort. Neue Teams waren die Scuderia SSS Republica di Venezia mit einem Lotus 18/21 für Nino Vaccarella und die Ecurie Nationale Suisse mit einem Lotus 21 für Jo Siffert, der sein Debüt in der Automobilweltmeisterschaft bestritt. Außerdem fuhr Maurice Trintignant sein erstes Saisonrennen für das Rob Walker Racing Team, das einen Lotus 24 für ihn gemeldet hatte.
Mit Trintignant und Brabham nahmen zwei ehemalige Sieger am Rennen teil, bei den Konstrukteuren war zuvor Ferrari einmal, Lotus und Cooper jeweils zweimal siegreich. In der Fahrerwertung führte Graham Hill vor Taylor und Phil Hill, in der Konstrukteurswertung lag B.R.M. vor Lotus und Ferrari.
Im Rahmenprogramm fanden mehrere Begleitrennen statt, darunter ein als Grand Prix de Monaco Formule Junior 1962 bezeichneter Wettbewerb für die Formel Junior. Beim ersten Lauf dieses Rennens am Samstag verunglückte der britische Rennfahrer Dennis Taylor tödlich.

### Training
Das Training war ein ausgeglichenes Duell zwischen vielen Teams und zeigte erneut, wie knapp 1962 das Fahrerfeld zusammenlag. Für die ersten acht Plätze der Startaufstellung qualifizierten sich acht verschiedene Teams und fünf verschiedene Konstrukteure, der Zeitabstand zwischen Platz drei und Platz sechs betrug nur eine Zehntelsekunde. Nur zwei Fahrer waren deutlich schneller als die Konkurrenz, Graham Hill und Jim Clark. Bei diesem Duell sicherte sich Clark die erste Pole-Position seiner Karriere und begann damit einer der erfolgreichsten Fahrer in der Pole-Position-Statistik zu werden. In den folgenden Jahren erreichte er in dieser Kategorie einen neuen Rekord, der erst Jahrzehnte später von Ayrton Senna überboten wurde, der hierfür jedoch mehr Rennen pro Saison zur Verfügung hatte.
Auf Rang drei qualifizierte sich McLaren vor Mairesse und Gurney, alle drei Fahrer fuhren die identische Zeit. Jack Brabham in seinem privaten Lotus qualifizierte sich auf Position fünf. Dahinter folgten zwei weitere private Lotus-Wagen von Trintignant und Innes Ireland. Die ersten Zehn Startplätze wurden von Ferrari komplettiert, Phil Hill startete auf Rang neun vor seinem Teamkollegen Bandini. Lola qualifizierte seine Wagen im Mittelfeld auf den Startplätzen elf und zwölf. Außerdem qualifizierten sich Ginther, Trevor Taylor, Rodríguez und Bonnier für den Grand Prix. Da aus Sicherheitsgründen nur 16 Fahrzeuge zugelassen waren, qualifizierten sich einige Fahrer nicht fürs Rennen. Einige Fahrer der Werksteams waren bereits für das Rennen gesetzt, wodurch Taylor, Rodríguez und Bonnier eine Startgenehmigung erhielten, obwohl die gefahrenen Zeiten nicht für eine Qualifikation gereicht hätten. Diese wurde von Siffert, Jackie Lewis, Masten Gregory, Maggs, Beaufort und Vaccarella verpasst. Maggs erhielt dennoch eine Startberechtigung, nachdem Rodríguez nicht zum Rennen antrat.

### Rennen
Unmittelbar nach dem Start kam es in der Kurve Gasometer Hairpin zu einem schweren Unfall, in dem Ginther, Trintignant, Irland, Taylor und Gurney involviert waren. An Ginthers Wagen löste sich in Folge des Unfalls ein Rad, welches einen Streckenposten traf und ihn dabei tödlich verletzte. Dies war somit der erste tödliche Unfall der Automobilweltmeisterschaft 1962. Für Trintignant, Gurney und Ginther war das Rennen beendet, Ireland und Taylor fuhren weiter, fielen später aber mit technischen Defekten aus. Alle beteiligten Fahrer blieben unverletzt. An der Spitze versuchte Mairesse die Führung zu übernehmen, verbremste sich jedoch vor der ersten Kurve, sodass Graham Hill und McLaren ihn überholten. Später in der Runde drehte sich Mairesse und fiel damit bis ans Ende des Feldes zurück. McLaren überholte Graham Hill und führte das Rennen an, dahinter duellierten sich Phil Hill, Bonnier, Bandini und Clark um Rang drei.
In den folgenden Runden kämpften McLaren und Graham Hill um den ersten Platz und überholten sich dabei mehrfach, Graham Hill setzte sich in Runde sieben durch und fuhr einen Vorsprung auf seinen Kontrahenten heraus. Dahinter entwickelte sich das Duell um den dritten Platz zu einem Dreikampf zwischen Phil Hill, Brabham und Clark. Erst überholten sowohl Brabham als auch Clark Phil Hill, anschließend ging Clark an Brabham vorbei. Danach holte Clark auf McLaren auf und überholte ihn in Runde 28, um anschließend auch den führenden Graham Hill zu attackieren. Doch zu einem Führungswechsel kam es nicht, da der Lotus von Clark Getriebeprobleme bekam und Clark damit zurückfiel. In Runde 55 gab er dann das Rennen auf und stellte seinen Wagen ab. Somit war McLaren wieder auf Rang zwei vor Brabham, der Abstand zu Graham Hill betrug zu diesem Zeitpunkt jedoch bereits 48 Sekunden.
Die Entscheidung um den Sieg und die Podestplätze fiel im letzten Renndrittel. Phil Hill überholte Brabham in Runde 76. Eine Runde später schied Brabham aus, da er aufgrund eines Fahrfehlers verunfallte und sich die Aufhängung seines Wagens beschädigte. Nachdem Mairesse in Runde 90 einen Motorschaden erlitten hatte, passierte dies zwei Runden später auch beim Führenden Graham Hill. Für alle drei Fahrer war das Rennen beendet, sie hatten aber die nötige Renndistanz gefahren um gewertet zu werden. Da nur fünf Fahrzeuge das Ziel erreichten, bekam Graham Hill trotz Ausfalls noch einen Punkt für den sechsten Platz. McLaren übernahm die Führung, wurde aber in den letzten Runden von Phil Hill attackiert, der bis auf eine Sekunde herankam. McLaren sicherte sich knapp den zweiten Sieg in der Automobilweltmeisterschaft, nachdem er zuvor das Saisonfinale ein Jahr zuvor gewonnen hatte, den Großen Preis der USA 1961. Für McLaren blieb dies der einzige Sieg beim Großen Preis von Monaco. Cooper war zum dritten und letzten Mal erfolgreich. Anschließend gewann Cooper viele Jahre lang keine Rennen mehr. Erst beim Großen Preis von Mexiko 1966 siegte Cooper erneut.
Phil Hill wurde Zweiter vor seinem Teamkollegen Bandini, der zum ersten Mal in seiner Karriere einen Podestplatz erreichte. Auf Rang vier wurde Surtees klassifiziert, dies war die erste Punkteplatzierung für den Konstrukteur Lola. Auf Rang fünf erreichte Bonnier mit sieben Runden Rückstand das Ziel. Die schnellste Rennrunde wurde von Clark gefahren.
In der Fahrerwertung behielt Graham Hill den ersten Rang, da Phil Hill zwar ebenfalls 10 Punkte hatte, aber im Gegensatz zu Graham Hill noch kein Rennen gewonnen hatte. McLaren verbesserte sich auf Rang drei und hatte nur einen Punkt Rückstand auf die beiden Hills. Neuer Vierter der Fahrerwertung war Taylor vor Bandini. Cooper übernahm die Führung in der Konstrukteurswertung mit elf Punkten vor B.R.M. und Ferrari, die jeweils zehn Punkte hatten.

## Meldeliste
| Team                              | Nr. | Fahrer                  | Chassis     | Motor          | Reifen |
| --------------------------------- | --- | ----------------------- | ----------- | -------------- | ------ |
| Porsche System Engineering        | 02  | Jo Bonnier              | Porsche 718 | Porsche 1.5 B4 | D      |
| Porsche System Engineering        | 04  | Dan Gurney              | Porsche 804 | Porsche 1.5 B8 | D      |
| Owen Racing Organisation          | 08  | Richie Ginther          | BRM P57     | BRM 1.5 V8     | D      |
| Owen Racing Organisation          | 08  | Richie Ginther          | BRM P48/57  | BRM 1.5 V8     | D      |
| Owen Racing Organisation          | 10  | Graham Hill             | BRM P57     | BRM 1.5 V8     | D      |
| Cooper Car Company                | 14  | Bruce McLaren           | Cooper T60  | Climax 1.5 V8  | D      |
| Cooper Car Company                | 16  | Tony Maggs              | Cooper T55  | Climax 1.5 L4  | D      |
| Team Lotus                        | 18  | Jim Clark               | Lotus 25    | Climax 1.5 V8  | D      |
| Team Lotus                        | 18  | Jim Clark               | Lotus 24    | Climax 1.5 V8  | D      |
| Team Lotus                        | 20  | Trevor Taylor           | Lotus 24    | Climax 1.5 V8  | D      |
| Team Lotus                        | 20  | Trevor Taylor           | Lotus 24    | BRM 1.5 V8     | D      |
| Brabham Racing Organisation       | 22  | Jack Brabham            | Lotus 24    | Climax 1.5 V8  | D      |
| Ecurie Galloise                   | 24  | Jackie Lewis            | BRM P48/57  | BRM 1.5 V8     | D      |
| Bowmaker Racing Team              | 26  | Roy Salvadori           | Lola Mk4    | Climax 1.5 V8  | D      |
| Bowmaker Racing Team              | 28  | John Surtees            | Lola Mk4    | Climax 1.5 V8  | D      |
| Rob Walker Racing Team            | 30  | Maurice Trintignant     | Lotus 24    | Climax 1.5 V8  | D      |
| UDT Laystall Racing Team          | 32  | Masten Gregory          | Lotus 24    | BRM 1.5 V8     | D      |
| UDT Laystall Racing Team          | 34  | Innes Ireland           | Lotus 24    | Climax 1.5 V8  | D      |
| UDT Laystall Racing Team          | 34  | Innes Ireland           | Lotus 18    | Climax 1.5 V8  | D      |
| Scuderia Ferrari SpA SEFAC        | 36  | Phil Hill               | Ferrari 156 | Ferrari 1.5 V6 | D      |
| Scuderia Ferrari SpA SEFAC        | 38  | Lorenzo Bandini         | Ferrari 156 | Ferrari 1.5 V6 | D      |
| Scuderia Ferrari SpA SEFAC        | 40  | Willy Mairesse          | Ferrari 156 | Ferrari 1.5 V6 | D      |
| Scuderia Ferrari SpA SEFAC        | 41  | Ricardo Rodríguez       | Ferrari 156 | Ferrari 1.5 V6 | D      |
| Scuderia SSS Rebublica di Venezia | 42  | Nino Vaccarella         | Lotus 18/21 | Climax 1.5 L4  | D      |
| Ecurie Maarsbergen                | 44  | Carel Godin de Beaufort | Porsche 718 | Porsche 1.5 B4 | D      |
| Ecurie Nationale Suisse           | 46  | Jo Siffert              | Lotus 21    | Climax 1.5 L4  | D      |

Anmerkungen
1. 1 2  Richie Ginther fuhr den BRM P57 mit der Nummer 8 in den Trainingssitzungen und im Rennen.
2. 1 2  Jim Clark fuhr den Lotus 25 mit der Nummer 18 in den Trainingssitzungen und im Rennen.
3. 1 2  Trevor Taylor fuhr den Lotus 24 mit Climax V8 Motor und der Nummer 20 in den Trainingssitzungen und im Rennen.
4. 1 2  Innes Ireland fuhr den Lotus 24 mit der Nummer 34 in den Trainingssitzungen und im Rennen.

## Klassifikationen

### Startaufstellung
| Pos. | Fahrer                  | Konstrukteur  | Zeit   | Ø-Geschwindigkeit | Start |
| ---- | ----------------------- | ------------- | ------ | ----------------- | ----- |
| 01   | Jim Clark               | Lotus-Climax  | 1:35,4 | 118,68 km/h       | 01    |
| 02   | Graham Hill             | B.R.M.        | 1:35,8 | 118,18 km/h       | 02    |
| 03   | Bruce McLaren           | Cooper-Climax | 1:36,4 | 117,45 km/h       | 03    |
| 04   | Willy Mairesse          | Ferrari       | 1:36,4 | 117,45 km/h       | 04    |
| 05   | Dan Gurney              | Porsche       | 1:36,4 | 117,45 km/h       | 05    |
| 06   | Jack Brabham            | Lotus-Climax  | 1:36,5 | 117,33 km/h       | 06    |
| 07   | Maurice Trintignant     | Lotus-Climax  | 1:36,8 | 116,96 km/h       | 07    |
| 08   | Innes Ireland           | Lotus-Climax  | 1:37,0 | 116,72 km/h       | 08    |
| 09   | Phil Hill               | Ferrari       | 1:37,1 | 116,60 km/h       | 09    |
| 10   | Lorenzo Bandini         | Ferrari       | 1:37,2 | 116,48 km/h       | 10    |
| 11   | John Surtees            | Lola-Climax   | 1:37,9 | 115,65 km/h       | 11    |
| 12   | Roy Salvadori           | Lola-Climax   | 1:38,5 | 114,94 km/h       | 12    |
| 13   | Richie Ginther          | B.R.M.        | 1:39,0 | 114,36 km/h       | 13    |
| 14   | Trevor Taylor           | Lotus-Climax  | 1:40,0 | 113,22 km/h       | 14    |
| 15   | Ricardo Rodríguez       | Ferrari       | 1:40,1 | 113,11 km/h       | DNS   |
| 16   | Jo Bonnier              | Porsche       | 1:42,4 | 110,57 km/h       | 15    |
| DNQ  | Jo Siffert              | Lotus-Climax  | 1:38,9 | 114,48 km/h       | –     |
| DNQ  | Jackie Lewis            | B.R.M.        | 1:39,0 | 114,36 km/h       | –     |
| DNQ  | Masten Gregory          | Lotus-B.R.M.  | 1:39,2 | 114,13 km/h       | –     |
| DNQ  | Tony Maggs              | Cooper-Climax | 1:42,7 | 110,24 km/h       | 16    |
| DNQ  | Carel Godin de Beaufort | Porsche       | 1:44,4 | 108,45 km/h       | –     |
| DNQ  | Nino Vaccarella         | Lotus-Climax  | 2:01,8 | 92,96 km/h        | –     |

Anmerkungen
1. ↑  Tony Maggs qualifizierte sich nicht für das Rennen, durfte dann aber dennoch teilnehmen, da Ricardo Rodríguez nicht startete.

### Rennen
| Pos. | Fahrer              | Konstrukteur  | Runden | Stopps | Zeit        | Start | Schnellste Runde |
| ---- | ------------------- | ------------- | ------ | ------ | ----------- | ----- | ---------------- |
| 01   | Bruce McLaren       | Cooper-Climax | 100    |        | 2:46:29,7   | 03    | 1:37,4           |
| 02   | Phil Hill           | Ferrari       | 100    |        | + 1,3       | 09    | 1:36,7           |
| 03   | Lorenzo Bandini     | Ferrari       | 100    |        | + 1:24,1    | 10    | 1:37,6           |
| 04   | John Surtees        | Lola-Climax   | 99     |        | + 1 Runde   | 11    | 1:36,9           |
| 05   | Jo Bonnier          | Porsche       | 93     |        | + 7 Runden  | 15    | 1:42,5           |
| 06   | Graham Hill         | B.R.M.        | 92     |        | + 8 Runden  | 02    | 1:35,9           |
| 07   | Willy Mairesse      | Ferrari       | 90     |        | + 10 Runden | 04    | 1:37,9           |
| 08   | Jack Brabham        | Lotus-Climax  | 77     |        | + 23 Runden | 06    | 1:37,4           |
| –    | Innes Ireland       | Lotus-Climax  | 64     |        | DNF         | 08    | 1:37,2           |
| –    | Jim Clark           | Lotus-Climax  | 55     |        | DNF         | 01    | 1:35,5           |
| –    | Roy Salvadori       | Lola-Climax   | 44     |        | DNF         | 12    | 1:42,9           |
| –    | Tony Maggs          | Cooper-Climax | 43     |        | DNF         | 16    | 1:42,2           |
| –    | Trevor Taylor       | Lotus-Climax  | 24     |        | DNF         | 14    | 1:42,0           |
| –    | Richie Ginther      | B.R.M.        | 0      |        | DNF         | 13    | –                |
| –    | Dan Gurney          | Porsche       | 0      |        | DNF         | 05    | –                |
| –    | Maurice Trintignant | Lotus-Climax  | 0      |        | DNF         | 07    | –                |
| DNS  | Ricardo Rodríguez   | Ferrari       | –      | –      | –           | –     | –                |

## WM-Stände nach dem Rennen
Die ersten sechs des Rennens bekamen 9, 6, 4, 3, 2, 1 Punkte. Es zählten nur die fünf besten Ergebnisse aus neun Rennen. In der Konstrukteurswertung zählten dabei nur die Punkte des bestplatzierten Fahrers eines Teams.

### Fahrerwertung
| Pos. | Fahrer                  | Konstrukteur  | Punkte |
| ---- | ----------------------- | ------------- | ------ |
| 01   | Graham Hill             | B.R.M.        | 10     |
| 02   | Phil Hill               | Ferrari       | 10     |
| 03   | Bruce McLaren           | Cooper-Climax | 9      |
| 04   | Trevor Taylor           | Lotus-Climax  | 6      |
| 05   | Lorenzo Bandini         | Ferrari       | 4      |
| 06   | John Surtees            | Lola-Climax   | 3      |
| 07   | Giancarlo Baghetti      | Ferrari       | 3      |
| 08   | Tony Maggs              | Cooper-Climax | 2      |
| 09   | Jo Bonnier              | Porsche       | 2      |
| 10   | Carel Godin de Beaufort | Porsche       | 1      |
| 11   | Willy Mairesse          | Ferrari       | 0      |
| 12   | Jack Brabham            | Lotus-Climax  | 0      |

| Pos. | Fahrer              | Konstrukteur    | Punkte |
| ---- | ------------------- | --------------- | ------ |
| –    | Innes Ireland       | Lotus-Climax    | 0      |
| –    | Jim Clark           | Lotus-Climax    | 0      |
| –    | Roy Salvadori       | Lola-Climax     | 0      |
| –    | Dan Gurney          | Porsche         | 0      |
| –    | Jackie Lewis        | Cooper-Climax   | 0      |
| –    | Maurice Trintignant | Lotus-Climax    | 0      |
| –    | Ricardo Rodríguez   | Ferrari         | 0      |
| –    | Richie Ginther      | B.R.M.          | 0      |
| –    | Masten Gregory      | Lotus-Climax    | 0      |
| –    | Wolfgang Seidel     | Emeryson-Climax | 0      |
| –    | Ben Pon             | Porsche         | 0      |

### Konstrukteurswertung
| Pos. | Konstrukteur | Punkte |
| ---- | ------------ | ------ |
| 01   | Cooper       | 11     |
| 02   | B.R.M.       | 10     |
| 03   | Ferrari      | 10     |
| 04   | Lotus        | 6      |

| Pos. | Konstrukteur | Punkte |
| ---- | ------------ | ------ |
| 05   | Lola         | 3      |
| 06   | Porsche      | 1      |
| 07   | Emeryson     | 0      |